# BattleTech Collectible Card Game
Коллекционная карточная игра BattleTech (англ. Battletech Collectible Card Game) — коллекционная карточная игра, действие которой происходит во вселенной BattleTech. Игра была разработана компанией Wizards of the Coast для компании FASA и выпущена в 1996 году.

## Описание
Игра BattleTech CCG была разработана Ричардом Гарфилдом, разработчиком Magic: The Gathering; обе игры используют схожий стиль и подход к игровым механикам. Она выпускалась с ноября 1996 по 2001 год и включает в себя карты боевых мехов, персонажей и технологий из оригинальной настольной игры BattleTech, а также эксклюзивные иллюстрации, выполненные различными художниками.

## Игровой процесс
Каждый игрок начинает игру с колодой из 60 карт. Колоды могут состоять из любой комбинации карт по желанию игрока, хотя при игре по официальным правилам FASA выбор карт для вашей колоды будет ограничен, например, только картами из одной фракции. Верный подбор карт для колоды может — один из основных критериев помогающих победить и в основном связан с определенной тактикой.
Цель игры состоит в том, чтобы заставить вашего противника исчерпать весь запас своих карт (колоды). Тот, у кого не осталось карт, проигрывает игру. Самый простой способ достичь этого — атаковать запасы противника с помощью карт боевых мехов и других боевых единиц.

#### Игровой ход
Игроки по очереди совершают ходы, которые разбиты на 6 фаз каждый:
- Переворот — переворачиваются (англ. untap) ранее использованные карты
- Сдача — игрок берет карты из своей колоды на руку
- Ремонт/перезарядка — производится ремонт боевых единиц и перезарядка способностей
- Развёртывание — размещаются и используются карты ресурсов для постройки боевых единиц и размещения других карт требующих вложений ресурсов.
- Миссия — используются боевые единицы для нанесения «урона» колоде оппоненту, его боевым единицам и ресурсам.
- Завершение хода

#### Типы карт
- Боевые единицы: мехи, бронетехника и пехота.
- Командные: ресурсы, структуры, пилоты.
- Миссии

## Дополнения[3]
- Counterstrike
- Mercenaries
- Mechwarrior
- Arsenal
- Commander’s Edition
- Crusade

## Отзывы
В выпуске от октября выпуске 1997 года в журнале Dragon (выпуск № 240) Рик Свон дал краткую характеристику этой коллекционной карточной игре, назвав ее: «простой (гораздо проще, на самом деле, чем игра Magic: The Gathering, разработанная тем же парнем) и захватывающей (что означает, что вам стоит начать копить на бустеры).»